# Phyllanthus nummularioides
Phyllanthus nummularioides är en emblikaväxtart som beskrevs av Johannes Müller Argoviensis. Phyllanthus nummularioides ingår i släktet Phyllanthus och familjen emblikaväxter. Inga underarter finns listade i Catalogue of Life.